# Inger Christensen

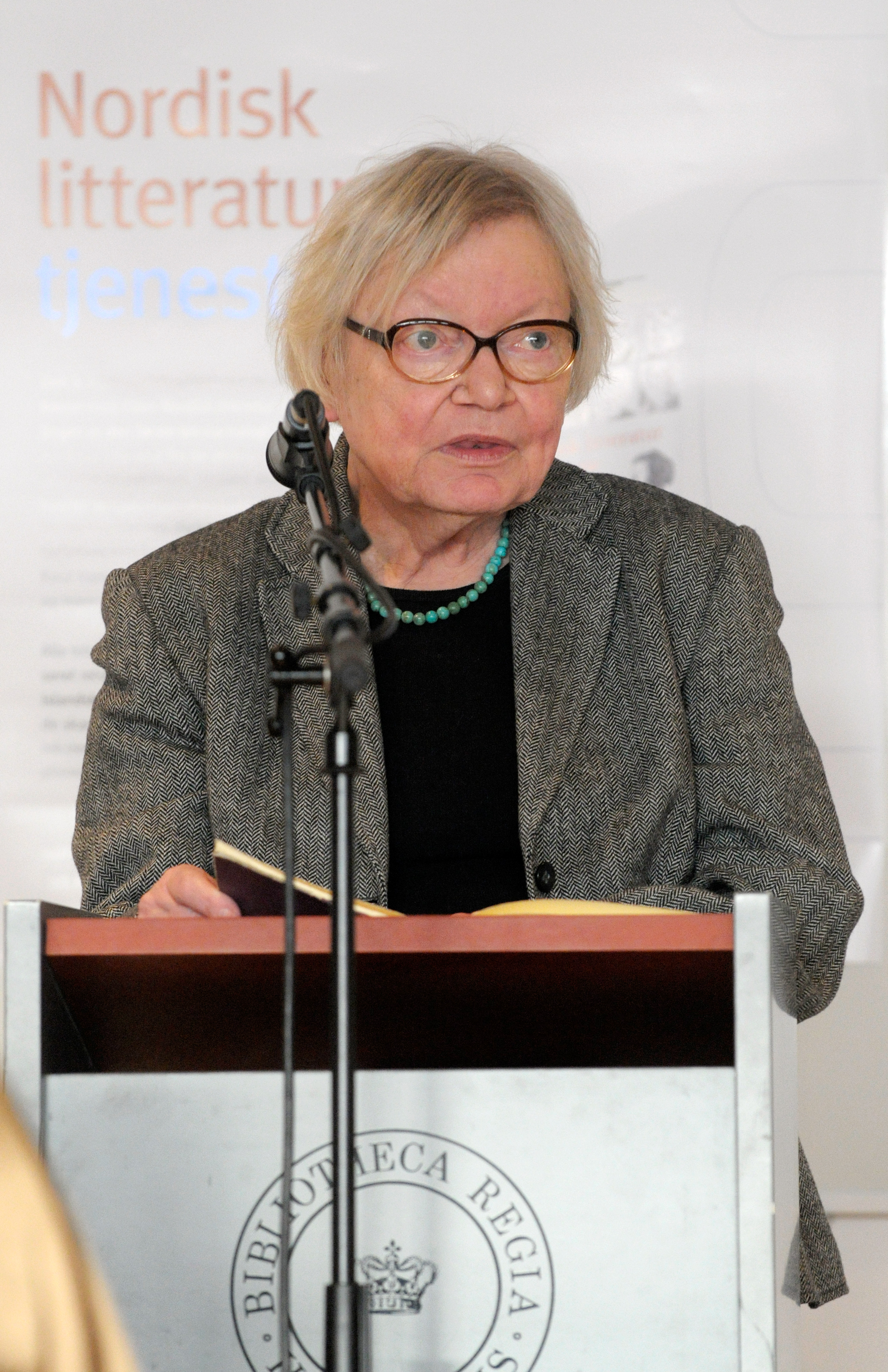
Christensen w 2008

Inger Christensen (ur. 16 stycznia 1935 w Vejle, Dania, zm. 2 stycznia 2009 w Kopenhadze) – duńska pisarka, poetka i eseistka.

## Życiorys
Reprezentowana w wielu zbiorach poezji. Jej najgłośniejsze dzieła to poemat Det z 1969 r., oraz zbiór wierszy Alfabet z 1981 r. Jej twórczość tłumaczona była na kilka języków. Była laureatką wielu międzynarodowych nagród w tym Nagrody Nordyckiej Akademii Szwedzkiej czy niemieckiej Siegfried Unseld. W Danii w 1970 otrzymała nagrodę Złote Laury za Det.